# Dehkadeh-ye Towḩīd
Dehkadeh-ye Towḩīd (persiska: تُوحيد, هاسَنابادِ باقِرُف, حَسَنابادِ باقِرُف, حسن آباد باقراف, Towḩīd, Ḩasanābād-e Bāqer of, دهکده توحيد, Ḩasanābād, حسن آباد) är en ort i Iran.   Den ligger i provinsen Teheran, i den centrala delen av landet, i huvudstaden Teheran. Dehkadeh-ye Towḩīd ligger 1 060 meter över havet och antalet invånare är 531.
Terrängen runt Dehkadeh-ye Towḩīd är huvudsakligen platt, men österut är den kuperad. Terrängen runt Dehkadeh-ye Towḩīd sluttar söderut.Runt Dehkadeh-ye Towḩīd är det tätbefolkat, med 397 invånare per kvadratkilometer. Närmaste större samhälle är Teheran, 11,9 km norr om Dehkadeh-ye Towḩīd. Runt Dehkadeh-ye Towḩīd är det i huvudsak tätbebyggt.